# ドラゴン・キッド
ドラゴン・キッド（1976年2月2日 - ）は、日本の男性覆面レスラー。愛知県東海市出身。DRAGON GATE所属。血液型A型。
本名は非公開であるがデビュー以前の過去の経歴は公開しており、正体は元FMWのレフェリーの中村 伸能（なかむら のぶよし）。

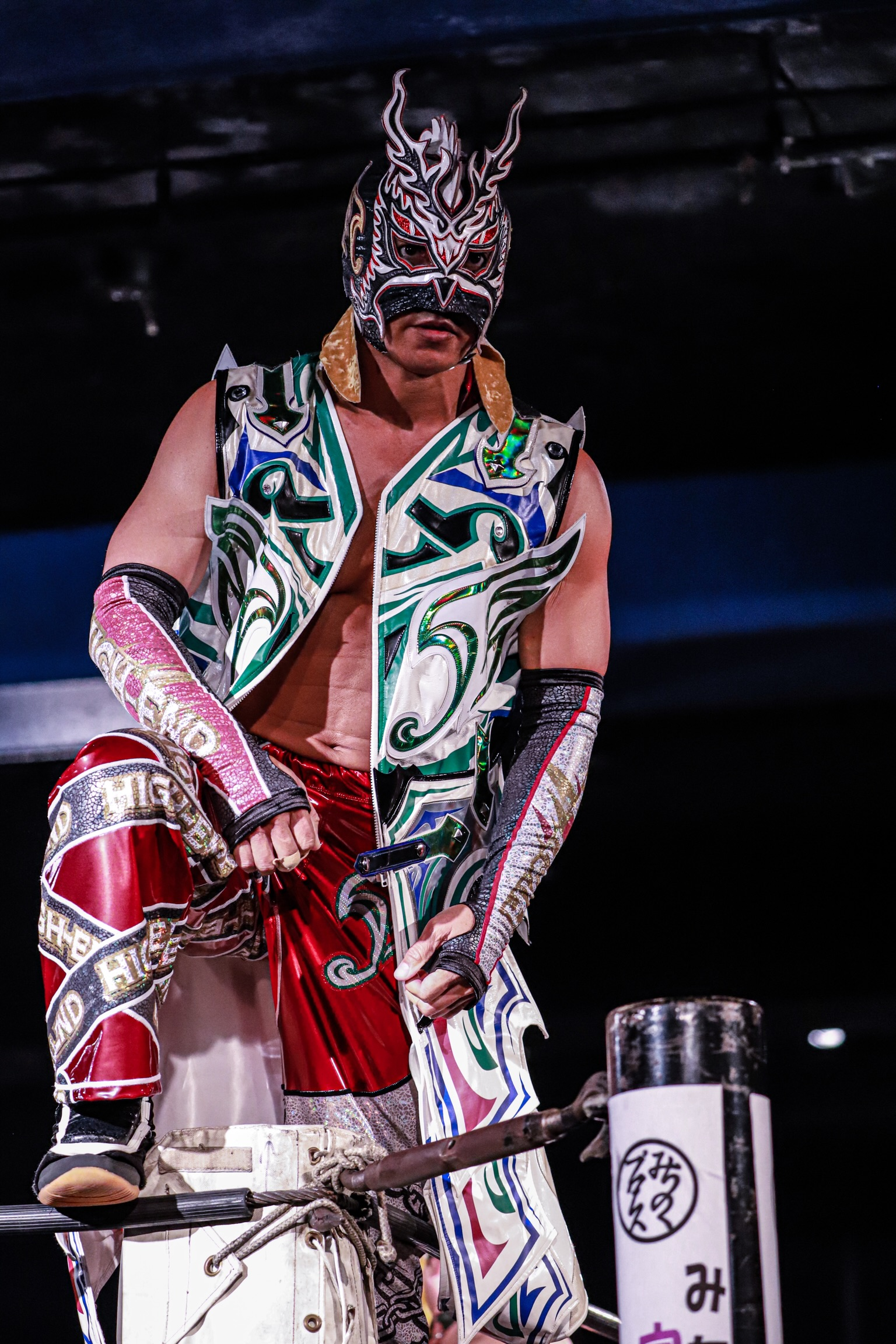
2022.09.20 パンチ田原リングアナデビュー30周年記念興行にて撮影

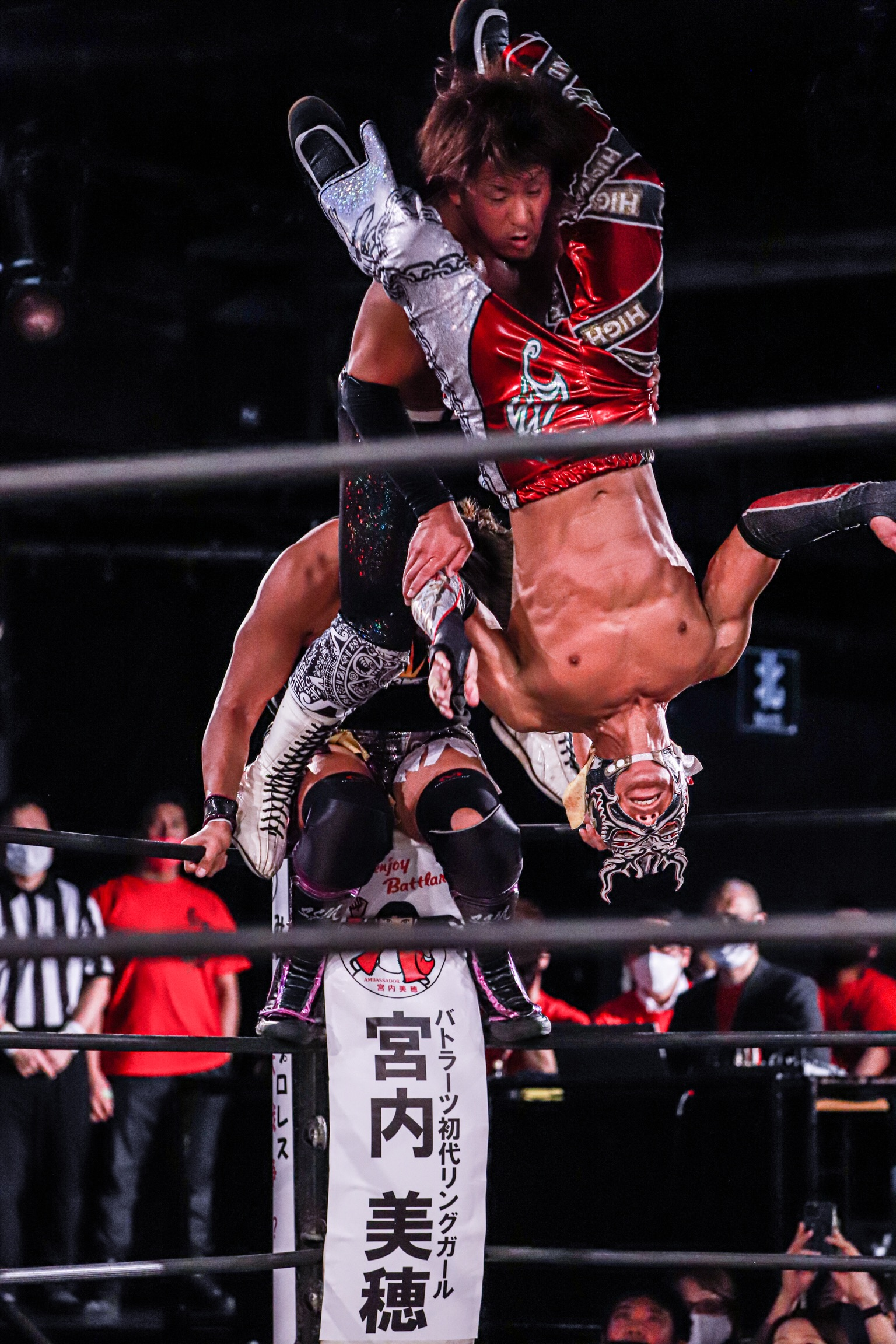
2022.09.20 パンチ田原リングアナデビュー30周年記念興行にて撮影

## 経歴
1994年4月10日、JWA東海プロレスで中村伸能としてアマチュアデビュー。しかし、デビュー直後にJWA東海プロレスを退団し、FMWに入団してレフェリーを務めていた。しかし、プロレスラーになる夢を捨てきれず、遠縁の新崎人生の紹介でウルティモ・ドラゴンが設立した闘龍門の1期生としてメキシコへ渡り、ウルティモから後継者に指名されてマスクを授かった。1997年11月14日、ドラゴン・キッドとしてCMLLでプロデビュー。
2004年には闘龍門最強決定戦EL NUMERO UNOで優勝を果たした。当初は正規軍、2002年からは新M2K、2004年からはDo FIXERに所属している。DRAGON GATEの花形選手で観客の女性陣からの黄色い声援は他の選手に比べて圧倒的であり、看板を背負う選手として人気は高いものの、常にユニットの2番手に位置付けられていたことも相まって、結果を出しながらも団体の中心になかなか定着出来なかったためか、マグナムTOKYOや土井成樹などから度々叱咤されることもあった。
2007年になるとドイツのウエストサイド・エクストリーム・レスリングのライト級の王座であるwXw世界ライト級王座をエッセンの地にて獲得。これを、そのまま持ち帰ったことでこの王座に史上初めての欧州外への流出という事態を起こすも、おおよそ2ヶ月の保持期間を経て千葉でPACに奪われ陥落。
それから間もなくして急性虫垂炎で緊急入院。その間にDo FIXERは解散し、2007年からはTyphoonとして活動していたが、2008年12月28日の福岡国際センターのWORLD-1、REAL HAZARDと敗者ユニット解散サバイバル6人タッグ3WAYマッチで敗北したためTyphoonは解散した。その後、KAMIKAZEの一員として活動。
CIMAたちの勧誘を受けて2010年1月にWARRIORS並びにベテラン軍に加入。その後、土井成樹率いる土井軍と結託し、Blood WARRIORSに加入するも、望月成晃に対抗するCIMAの「シフトチェンジ」についていけず、Blood WARRIORSから追放される。
JUNCTION THREEへ加入直後に行われた2011年6月の博多スターレーン2連戦の2日目・19日に斎藤了、堀口元気組の持つオープン・ザ・ツインゲート統一タッグ王座にPACとのタッグ(通称：PK-1)で挑戦。試合はキッドが堀口に勝利し王座戴冠。
2012年5月6日愛知大会、リコシェからオープン・ザ・ブレイブゲート王座を奪取し、その後スペル・シーサー、リコシェ、政宗、Eita、しゃちほこBOY、ジミー・カゲトラ、Mr.キューキュー・豊中ドルフィン、HUB、Kzyを相手に計9度防衛した。
2013年5月5日の愛知大会で吉野正人に敗れて王座を失ったが、8月にはK-ness.・望月成晃とのタッグでトライアングルゲートを奪取。さらにK-ness.とのタッグでツインゲートも奪取し2冠王となった。しかし膝の故障が悪化し欠場、王座も返上となった。11月の復帰戦は暫定王者のT-hawk、Eita組とのツインゲート王座決定戦であったが敗北し、王座奪還はならなかった。
2014年5月の山梨大会では大仁田厚・田中将斗と元FMWタッグを組み、鷹木信悟・吉野正人・戸澤陽との6人タッグマッチを戦った。その後、望月成晃とBxBハルクとDia.HEARTSを結成。年末の福岡大会でトライアングルゲート王者となった。
2016年11月3日大阪府立体育会館にて、ジミー・ススム、ジミー・カゲトラ組を破り、CIMAとともに、第40代のツインゲート王者となった(CK-1としては初戴冠)。また、この年OVER GENERATIONに加入した頃、Eitaが弟子入り。秋には師弟コンビでタッグリーグを制覇した。
2018年8月19日福岡・博多スターレーン大会において、土井成樹の発言により勘違いをし、その後“自称MaxiMuM”として石田凱士と共にMaxiMuMに近づく。以後、キッドのMaxiMuMとの掛け合いは、“キッド劇場”と名付けられ、緩いマイクを繰り広げる。しかし、メンバーからの反対を受け正式な加入は認められていなかったが、10月7日福岡・博多スターレーン大会において晴れて正式加入が認められ、石田と共に新メンバーとなった。この後かつての弟子であるEitaとの抗争が激化し、12月23日の福岡国際センター大会にてマスカラ・コントラ・カベジェラによる完全決着戦を行い勝利した。
2023年3月1日開催の『ジュニア夢の祭典 〜ALL STAR Jr. FESTIVAL 2023〜』では第6試合8人タッグマッチに出場。

## 得意技
ウルティモ・ドラゴン、ハヤブサ、レイ・ミステリオ・ジュニアらの技を受け継いでいる。人間技とは思えないほどの空中技は、国内だけでなく世界からも高い評価を受けている。打撃を使うことは少ないが、強力な蹴り技を隠し持っている（望月曰く怒りのパワーゲージが120を超えると発動するとのこと）。

### フィニッシュ・ホールド
ウルトラ・ウラカン・ラナ
スワンダイブ式のウラカン・ラナ・インベルティダ。主なフィニッシュ・ホールドであり、相手の後頭部を叩きつけ、丸め込む。横須賀享が最も苦手とする技。
ドラゴン・ラナ
コーナートップから前方宙返りして相手に飛びつくウラカン・ラナ・インベルティダ。大一番でのみ披露する切り札。スピードが速く、相手の後頭部を叩きつけ、丸めこむ。腕をくるくる回すのが繰り出す合図だが、滅多に成功しない。2012年にリコシェからオープン・ザ・ブレイブゲート王座を奪取した際に6年ぶりに成功、さらに防衛戦で再びリコシェに成功させた。更に2017年7月23日、ツインゲート王座防衛戦で約5年ぶりに成功、土井から3カウントをとり、タイトルを防衛した。
ドラゴン・キッド式ウルトラ・ウラカン・ラナ
垂直落下式のウルトラ・ウラカン・ラナ。
ドラゴンズ・レイ
コーナーを背にして立っている相手を飛び越えてコーナーに着地したあと、後ろ向きにジャンプし逆肩車の形で相手の肩に飛びついてウラカン・ラナ・インベルティダを決める。通称「ズレイ」(本人談)。本人曰く使わざるを得ないような選手が出てくるまで封印中。
ミステリオ・ラナ
技名の通り、もとはレイ・ミステリオ・ジュニアのオリジナル技である。相手の肩に飛び乗り、肩車から自分の体を半回転させて相手の正面に回り、ウラカン・ラナ・インベルティダを決める。
バイブル
コルバタの途中で十字固めに切り替え、相手を後頭部からリングに叩きつけてフォールを狙う。単なる飛びつき式、または担ぎ上げられた状態から繰り出す十字固めも「バイブル」と呼ばれる。土井成樹とタッグを組んだ際は、土井のバカタレ・スライディングキックでダウンした相手をキッドがバイブルでフォールする合体技「ドイブル」も披露している。
ゴルゴダ
クリストに捕らえた状態から腕のロックを外し、反動をつけて相手を前方に回転させ、背中から叩きつけてそのままフォールを奪う。
KING OF GATE2023にて初披露した。

### コルバタからの派生技
デジャ・ヴ
2回転式のコルバタ。「既視感」（仏: déjà-vu）に例えて命名された。
ジャメ・ビュ
逆立ち状態から足で相手の頭を挟み、上体を振り上げてコルバタに移行する。名の意味は「未視感」（仏: jamais vu）で、デジャ・ヴの対義語。
ロザリオ
相手の首に巻きつくように肩に飛び乗り、腕をロックしてそこを支点としコルバタの回転を始める技。
クリスト
走り込んでコルバタの体勢で両足から相手の頭部に飛びつき、旋回しながら相手の右腕を捕らえ、頭部を首4の字で固めながら右腕を締め上げる関節技。
相手を十字に架けられたキリストに見立てて命名。K-ness.はこれの切り返し技を開発し、キリストを裏切ったイスカリオテのユダから「ユダ」と命名した。ユダを切り返してクリストに移行すると「クリスト・アゲイン」となった。
メサイア
自ら走り込んでコルバタの体勢で両足から相手に飛びついて右肩に乗り、旋回しながら頭部をクラッチし、遠心力で脳天からマットに突き刺す旋回式の変形DDT。以前はドラゴンDDTと呼ばれていた。ブレーンバスターの切り返しとしても使われる。メサイアは「救世主」の意。

### 組み技
スーパーフランケンシュタイナー
主にタッグマッチで使用。パートナーがコーナーで相手を肩車した所にスワンダイブで飛びつき繰り出す。リングを向いた相手を投げるのが普通だが、まれにリングに背を向けた相手も投げる（所謂リバース）。落差は3メートル近い荒業。繰り出す前の「盛り上がれー！」という観客へのアピールがサインになっている。
バミューダ・トライアングル
いわゆる三角飛び式のラ・ケブラーダ。コーナーを利用し、リング内でセカンドロープに飛び乗り、トップロープを越えて場外へムーンサルトを浴びせる。ムーンサルトアタックが多く使用頻度は低いが、2015年5月5日のブレイブゲート戦で数年ぶりに披露した。
ファイアーバード・スプラッシュ
コーナートップから450°回転して体を浴びせる。1999年の日本逆上陸で披露して以来使っていなかったが、ハヤブサ急逝後の2016年3月5日の大阪大会で17年ぶりに繰り出した。
フェニックス・スプラッシュ
リングに背を向けた状態でコーナーに登り、体を捻りながら450°回転して体を浴びせていく技。ハヤブサの使うものと同じ。近年は使用していない。
ジーザス
相手をコーナー近くにロープと水平になるように寝かせ、エプロンに出てスワンダイブ式にロープに飛び乗り、体を90度捻りながらコーナーの逆側のロープに向かってジャンプし、両太ももの裏側でロープにバウンドさせ、その勢いを利用してムーンサルトプレスを仕掛ける技。
スタナー
主にカウンターで使用。ブレーンバスターの体勢に持ち上げられた時に体を反転して相手の首を掴み、そのまま尻から落ちて相手の顎にダメージを与える。ロープ際で背を向けた相手にスワンダイブし、前方宙返りしながら繰り出す派生技「ダイヤモンドダスト」も使用する。
ブルドッギング・ヘッドロック
相手のブレーンバスターやボディスラムへの切り返しで使う。雪崩式で使用することもある。

### 打撃技
ニー・ドロップ
叩きこんだ反動を活かして逆立ちし、さらにもう一撃叩きこむ二段攻撃。リングアナウンサーからはよく「ニー&ニー」と呼ばれている。
ローリング・ソバット
U-Tの顎を骨折させた事もある。

## タイトル歴
DRAGON GATE
|        | 日付     | 場所                                  | 対戦相手                        | 試合結果                                  |
| ------ | -------- | ------------------------------------- | ------------------------------- | ----------------------------------------- |
| 第2代  | 05.11.13 | 愛知・名古屋国際会議場                | 土井成樹                        | ドラゴン・ラナ                            |
| V1     | 06.1.22  | 岡山・倉敷山陽ハイツ                  | 吉野正人                        | 反則勝ち→セコンド乱入。                   |
| 第22代 | 12.5.6   | 愛知県体育館                          | リコシェ                        | ドラゴン・ラナ                            |
| V1     | 12.6.16  | 福岡・博多スターレーン                | スペル・シーサー                | バイブル                                  |
| V2     | 12.7.22  | 兵庫・神戸ワールド記念ホール          | リコシェ                        | ドラゴン・ラナ                            |
| V3     | 12.9.23  | 東京・大田区総合体育館                | 政宗                            | ウルトラ・ウラカンラナ                    |
| V4     | 12.10.21 | 大阪・BODYMAKER COLOSSEUM             | Eita                            | ウルトラ・ウラカンラナ                    |
| V5     | 12.10.27 | 岡山・倉敷山陽ハイツ                  | しゃちほこBOY                   | バイブル                                  |
| V6     | 12.12.23 | 福岡国際センター                      | ジミー・カゲトラ                | ウルトラ・ウラカンラナ                    |
| V7     | 13.1.25  | 大阪・豊中ローズ文化ホール            | Mr.キューキュー・豊中ドルフィン | 切り返しの応酬から最後に丸め込む→エビ固め |
| V8     | 13.3.2   | 大阪・BODYMAKER COLOSSEUM・第二競技場 | HUB                             | ウラカンラナ                              |
| V9     | 13.4.12  | 愛知・名古屋テレピアホール            | Kzy                             | バイブル                                  |
| 第34代 | 18.4.6   | 東京・後楽園ホール                    | Kagetora                        | ウルトラ・ウラカンラナ（王者決定戦）      |
| V1     | 18.5.6   | 愛知県体育館                          | ヨースケ♡サンタマリア           | バイブル                                  |
| 第36代 | 18.9.24  | 東京・大田区総合体育館                | Eita                            | ウルトラ・ウラカンラナ                    |
| V1     | 18.11.4  | エディオンアリーナ大阪                | バンディード                    | ドラゴン・ラナ                            |
| V2     | 19.3.2   | 大阪・BODYMAKER COLOSSEUM・第二競技場 | K-ness.                         | バイブル                                  |

|              | パートナー            | 日付            | 場所                                   | 対戦相手                                                    | 試合結果                                                          |
| ------------ | --------------------- | --------------- | -------------------------------------- | ----------------------------------------------------------- | ----------------------------------------------------------------- |
| 第2代王者組  | 斎藤了、堀口元気      | 05.3.6          | 北海道・札幌テイセンホール             | CIMA、土井成樹、鷹木信悟                                    | ドラゴンスープレックスホールド（王者認定試合）                    |
| V1           | 〃                    | 05.4.8          | 東京・後楽園ホール                     | 横須賀享、K-ness,、中嶋勝彦                                 | ウルトラ・ウラカンラナ                                            |
| V2           | 〃                    | 05.5.1          | 福岡・博多スターレーン                 | マグナムTOKYO、アンソニー・W・森、B×Bハルク                 | エレガント・マジックを切り返す→エビ固め                           |
| 第4代王者組  | 〃                    | 05.7.9          | 佐賀・諸富町文化体育館                 | CIMA、ドン・フジイ、土井成樹                                | 逆さ押さえ込み                                                    |
| V1           | 〃                    | 05.7.10         | 山口・海峡メッセ下関                   | CIMA、ドン・フジイ、土井成樹                                | ウルトラ・ウラカンラナ                                            |
| 第7代王者組  | 〃                    | 06.9.30         | 大阪府立体育館・第二競技場             | CIMA、B×Bハルク、ジャック・エバンス                         | ウルトラ・ウラカンラナ                                            |
| 第22代王者組 | 鷹木信悟、岩佐拓      | 09.2.15         | 福岡・博多スターレーン                 | 望月成晃、ドン・フジイ、マグニチュード岸和田                | 熨斗紙→片エビ固め                                                 |
| V1           | 〃                    | 09.2.22         | 三重・松阪市総合体育館                 | 望月成晃、ドン・フジイ、マグニチュード岸和田                | 暗転                                                              |
| V2           | 〃                    | 09.3.22         | 東京・両国国技館                       | B×Bハルク、谷嵜なおき、PAC組 YAMATO、神田裕之、新井健一郎組 | パンピング・ボンバー→体固め（3WAY勝ち残り戦）                     |
| 第31代王者組 | CIMA、リコシェ        | 10.12.26        | 福岡国際センター                       | 神田裕之、谷嵜なおき、菅原拓也                              | ダブルローテーション・ムーンサルトプレス                          |
| V1           | 〃                    | 11.2.27         | 愛知・名古屋国際会議場                 | YAMATO、サイバー・コング、KAGETORA                          | ウルトラ・ウラカンラナ                                            |
| V2           | 〃                    | 11.4.14         | 東京・後楽園ホール                     | B×Bハルク、PAC、横須賀享                                    | メテオラ→片エビ固め（トライアングルゲート・コントラ・解散マッチ） |
| V3           | 〃                    | 11.4.24         | 福岡・博多スターレーン                 | 鷹木信悟、サイバー・コング、KAGETORA                        | メテオラ→エビ固め                                                 |
| V4 〃        | 11.5.4                | 京都・KBSホール | 鷹木信悟、岩佐拓、サイバー・コング     | ウルトラ・ウラカンラナ                                      |                                                                   |
| V5           | 〃                    | 11.5.15         | 北海道・札幌テイセンホール             | 吉野正人、B×Bハルク、PAC                                    | ウルトラ・ウラカンラナ（キッドを追放したため、王座返上）          |
| 第43代王者組 | 望月成晃、K-ness,     | 13.8.19         | 宮崎・延岡市民体育館                   | 堀口元気H.A.Gee.Mee.、ジミー神田、斎藤“ジミー”了            | 光の輪→エビ固め                                                   |
| 第52代王者組 | 望月成晃、ビッグR清水 | 14.12.28        | 福岡国際センター                       | 堀口元気H.A.Gee.Mee.、ジミー・ススム、斎藤“ジミー”了        | 砲丸投げスラム→エビ固め                                           |
| V1           | 〃                    | 15.1.18         | 大阪・BODYMAKER コロシアム・第二競技場 | 鷹木信悟、戸澤陽、しゃちほこBOY                             | 砲丸投げスラム→エビ固め                                           |
| V2           | 〃                    | 15.2.1          | 福岡・博多スターレーン                 | サイバー・コング、CIMA、Gamma                               | 砲丸投げスラム→エビ固め                                           |
| V3           | 〃                    | 15.2.28         | 大阪・BODYMAKER コロシアム・第二競技場 | 土井成樹、サイバー・コング、CIMA                            | 砲丸投げスラム→エビ固め                                           |
| 第67代王者組 | 斎藤了、新井健一郎    | 20.2.7          | 東京・後楽園ホール                     | 吉田隆司、H・Y・O、ディアマンテ                             | 阪神タイガースープレックスホールド（3WAY勝ち残り戦）              |
| 第87代王者組 | YAMATO、パンチ冨永    | 23.10.07        | 東京・後楽園ホール                     | 吉岡勇紀、ドラゴン・ダイヤ、菊田円                          | パンチクラッチ（3WAYマッチ勝ち残り戦）                            |

|              | パートナー | 日付     | 場所                               | 対戦相手                         | 試合結果                  |
| ------------ | ---------- | -------- | ---------------------------------- | -------------------------------- | ------------------------- |
| 第16代王者組 | PAC        | 11.6.19  | 福岡・博多スターレーン             | 堀口元気、斎藤了                 | ウルトラ・ウラカンラナ    |
| 第28代王者組 | K-ness.    | 13.8.30  | 兵庫・神戸サンボーホール           | 土井成樹、リコシェ               | 光の輪→エビ固め           |
| 第40代王者組 | CIMA       | 16.11.3  | エディオンアリーナ大阪             | ジミー・ススム、ジミー・カゲトラ | ウルトラ・ウラカンラナ    |
| V1           | 〃         | 16.12.25 | 福岡国際センター                   | 鷹木信悟、T-Hawk                 | メテオラ→エビ固め         |
| V2           | 〃         | 17.2.12  | 福岡・博多スターレーン             | Kzy、ヨースケ♡サンタマリア       | バイブル                  |
| V3           | 〃         | 17.3.5   | エディオンアリーナ大阪・第二競技場 | B×Bハルク、Kzy                   | メテオラ→エビ固め         |
| V4           | 〃         | 17.4.23  | 福岡・博多スターレーン             | ジミー神田、ジミー・クネスJ.K.S. | バイブル                  |
| V5           | 〃         | 17.5.5   | 愛知県体育館                       | T-Hawk、エル・リンダマン         | メテオラバイブル          |
| V6           | 〃         | 17.7.23  | 兵庫・神戸ワールド記念ホール       | 土井成樹、吉野正人               | ドラゴン・ラナ            |
| V7           | 〃         | 17.9.18  | 東京・大田区総合体育館             | Kotoka、ビッグR清水              | 腹部へのメテオラ→エビ固め |
| V8           | 〃         | 17.11.3  | エディオンアリーナ大阪             | ビッグR清水、Ben-K               | メテオラ→エビ固め         |

- Summer Adventure Tag League優勝
  - 2016年（w/Eita）
- Rey de Parejas優勝
  - 2024年（w/土井成樹）

闘龍門JAPAN
- El Numero Uno優勝（2004年）
- NWA世界ウェルター級王座（第42代）
- UWA世界6人タッグ王座（第19代）（マグナムTOKYO、斎藤了組）
- UWA世界6人タッグ王座（第26代）（望月成晃、新井健一郎組）
- UWA世界6人タッグ王座（第32代）（新井健一郎、セカンド土井組）

wXw
- wXw世界ライト級王座（第12代）

## 入場曲
- ヒーロー HOLDING OUT FOR A HERO ／麻倉未稀
- Suave ／ Luis Miguel
- 永遠の伝説 〜The Legend〜
- Déjà-vu
- Jamais Vu ／影山ヒロノブ（現在）

## エピソード
- ハヤブサはFMW時代から親交があり、ドラゴン・キッドにとっての憧れであり、技の師匠であり、兄貴分であった。ハヤブサ急逝後の2016年3月5日の大阪大会で行われた追悼セレモニーでは涙ながらに挨拶を述べ、その日の試合ではハヤブサの得意技でもあったファイアーバード・スプラッシュを17年ぶりに繰り出して勝利、ハヤブサへの手向けとした[11]。
- 抗争終結後SUWAに裏切られた際に『信じてたのにー』と迷言を発し、その後は何かと裏切られる度にいじられる。
- 1期生と2期生は入門は同時期でありメキシコに渡った時期で区分されており、1期生よりも遅く2期生よりも早く渡墨したキッドは正確にはどちらにも属さないため公式をはじめ資料により第1期生だったり第2期生だったりしており「1.5期生」と呼ばれることもある。
- 大食漢。普通の食生活をしていると体脂肪率が10%を軽く切るほど太りにくい体質で、並みのレスラーと同程度の食事ではすぐに筋肉が落ちて痩せてしまう。
- コスチュームは緑（Typhoon）→黒と赤（KAMIKAZE）→黒と青（Blood WARRIORS）→黒と緑（オレたちベテラン軍）と変遷している。基本的には緑を基調としていることが多い。また、大一番には白のコスチュームを使用する。
- 体格と身体能力から、スイーター・ボム（SUWA）、ユダ（K-ness.）、KOBEワールドライナー（横須賀ススム）などドラゴン・キッドにしか掛けられない技がいくつも開発されており通称「キッド潰し」の技といわれている。
- かなりのドラゴンボール（漫画）好きであるが、マニアぶりはK-ness.よりは劣ると公言している。
- 寝坊や遅刻が多く、そのたびに後輩であるはずの斎藤了から本気で怒られている。
- 海外での評価が非常に高く、ドイツのwXwのタイトル王座を奪取する等、CIMAからは『世界のDK』と言われている。しかし子供っぽいところや背が低いことなどで日本では主にいじられキャラである。
- 滑舌が悪く、よく噛む。また、喋り方が子供っぽい。
- ハヤブサ&ドラゴン・キッド オフィシャルブログ Road to “Trust!”tour 2007の〔2007年11月12日(月)〕に添付してある風邪薬の写真の名前のところに薄っすらではあるが伸能様と書かれている。
- くじ運が悪いのか、なにわ式、名古屋式イリミネーションマッチでは不利になることが多い。
- ブレイクダンスを習得していて[1]、入場時に投入された紙テープも巻きこみながらウィンドミルを披露する。またブレイクダンスの練習が鍛錬にも繋がっている。
- DRAGON GATEではアンソニー・W・森と並んで、ヒールターンの経験がない、スーパーベビーフェイスの選手である。（Do FIXERへの加入はユニットのベビーフェイス化後、Blood WARRIORSの在籍はユニットのヒールターン前）
- 猫好きでありミルクボランティア活動を行っている。
- 生中継のリング上で土井に本名で呼ばれる放送事故があった。逆に非公開であったジェイソン・リーの本名を暴露したこともある。
- 2020年末に行われた闘龍門vsR・E・Dの敗戦ユニット解散マッチの最中にマスクを剥がされてしまったが、自身が負けた時点で闘龍門の解散が決まる状況だったことからマスクなしのまま試合を続行。マスクマンの命であるマスクよりユニットを守ることを選び、初めてその素顔を明かした。
- 自身の所属したユニットがよく解散マッチの憂き目に遭うことから、YAMATOに「キッドのいるユニットはほぼ解散している。疫病神。」といじられた。

## 関連書籍
- ど〜んとドラゴン・キッドくん（講談社）

松下幸志によりコミックボンボンにて連載された自身を主人公とした漫画、全4巻。メキシコでプロレスラーを目指す少年ドラゴン・キッドが日本のプロレス小学校闘龍門に入学し頂点を目指す物語。
1. ISBN 9784063239287
2. ISBN 9784063239508
3. ISBN 9784063239577
4. ISBN 9784063239751